# Caratinga (gemeente)
Caratinga is een gemeente in de Braziliaanse deelstaat Minas Gerais. De gemeente telt 87.360 inwoners (schatting 2022).

## Geografie

### Aangrenzende gemeenten
De gemeente grenst aan Bom Jesus, Bugre, Entre Folhas, Iapu, Imbé, Inhapim, Ipaba, Ipanema, Ipatinga, Piedade, Raul Soares, Santa Bárbara, Santana, Santa Rita, Simonésia, Timóteo, Ubaporanga en Vargem Alegre.

### Hydrografie
Door de plaats stroomt de rivier de Caratinga. Aan de noordwestelijke grens van de gemeente stroomt de rivier de Doce. De rivier de Jacutinga vormt een deel van de oostelijke gemeentegrens. De rivieren de Claro en Preto stromen door het middengedeelte van de gemeente. Verder zijn er de beken Ribeirão do Laje, Córrego São João, Córrego Santa Cruz, Córrego São Silvestre, Ribeirão do Boi en het meer Lagoa Silvana.

## Religie
De plaats is zetel van het rooms-katholieke bisdom Caratinga.

## Verkeer en vervoer
Caratinga is via de hoofdweg BR-116 verbonden met Fortaleza in het noorden en met Jaguarão in het zuiden. De MG-329 is een verbinding in westelijke richting. En de BR-474 is een verbinding in oostelijke richting naar Aimorés.

## Geboren
- Ziraldo (1932), stripauteur